# Klackskullens naturreservat
Klackskullens naturreservat är ett naturreservat i Kils kommun i Värmlands län.
Området är naturskyddat sedan 2024 och är 52 hektar stort. Reservatet ligger väster om Fagerås och består av gammal tallskog omkring toppen och längre ner granskog.